# Сатсварупа Даса Госвами
Сатсвару́па Да́с(а) Госва́ми (IAST: Satsvarūpa Dāsa Gosvāmī, санскр. सत्स्वरूप दास गोस्वामी; имя при рождении — Сти́вен Гуари́но, англ. Stephen Guarino; род. 6 декабря 1939, Статен-Айленд, Нью-Йорк) — американский кришнаитский религиозный деятель, писатель и поэт; один из старших учеников основателя Международного общества сознания Кришны (ИСККОН) Бхактиведанты Свами Прабхупады (1896—1977); гуру (с 1977 года) и член Руководящего совета ИСККОН (1970—1999).
Автор более 100 книг, среди них поэмы, мемуары, эссе, романы и исследования священных текстов вайшнавизма. Его наиболее известной работой является «Шрила Прабхупада-лиламрита» — шеститомная биография Бхактиведанты Свами Прабхупады, впервые опубликованная на английском языке в первой половине 1980-х годов издательством «Бхактиведанта Бук Траст».

## Биография

### Ранние годы
Стивен Гуарино родился 6 декабря 1939 года в Нью-Йорке, в районе Статен-Айленд. Он был вторым и последним ребёнком в религиозной католической семье. Мать Стивена происходила из ирландской семьи, а отец — из семьи итальянских эмигрантов. Он работал пожарным в Пожарном департаменте Нью-Йорка, а после начала Второй мировой войны пошёл служить в Военно-морские силы США, где к концу войны дослужился до звания лейтенанта-коммандера (соответствует капитану 3-го ранга в России).
Детство Стивена и его старшей сестры прошло в Куинсе. Стивен начал своё обучение в государственной средней школе. Первые годы, он, не желая прослыть «прилежным мальчиком», учился плохо и общался с самыми хулиганистыми сверстниками в классе. Позднее, однако, он стал прилежным учеником. После окончания школы Стивен поступил в Бруклинский колледж. Там он «испытал интеллектуальное преобразование» и поставил под вопрос свои католические жизненные ценности. Во время учёбы в колледже он увлекался чтением Ницше и Достоевского, общаясь со студентами и профессорами, очень скептически настроенными по отношению к религии.

Сразу же после поступления в колледж я пережил интеллектуальную революцию. Все религиозные чувства, привитые мне моей матерью, были изгнаны моими преподавателями, которые были закостенелыми американскими интеллектуалами-марксистами, воспитанными в 1930-е годы. Они научили меня своим интеллектуальным и атеистическим взглядам, и отбросили в сторону моё религиозное поклонение, называя его чрезмерно сентиментальным. Один из них заявил, что теология никогда бы не могла дать удовлетворительное объяснение причины присутствия зла в мире. Их философия показалась мне привлекательной потому, что мои родители не были интеллектуалами и никогда не пробуждали мои интеллектуальные возможности. Но мои учителя открыли для меня целый новый мир. Во мне проснулось сильное желание изучать философию и литературу. Я сам пришёл к осознанию лицемерия церкви: в фойе нашей церкви священники регулярно разыгрывали в лотерею бутылки ликёра, которые они называли «сосудами радости». Я разочаровался в Католической церкви, так как она не могла предоставить ответы на мои вопросы.— Сатсварупа Даса Госвами, With Śrīla Prabhupāda in the Early Days, 1966-1969: A Memoir, Introduction

### Служба в ВМС США
В январе 1962 года, после окончания колледжа, по настоянию отца и против своего желания Стивен зачислился в Военно-морские силы США. Там он присоединился к учебной программе офицеров запаса, участники которой становились офицерами после прохождения двух шестинедельных учебных сессий в Ньюпорте, Род-Айленд. В течение двух последующих лет он служил на борту авианосца «U.S.S. Saratoga». Стивен успешно завершил первую учебную сессию летом 1962 года, но настолько возненавидел офицерскую учебную программу, что подумывал, вместо того, чтобы быть офицером, провести два года в строю как простой солдат. Он вспоминает, как ему было стыдно носить форму моряка американского флота и как он ненавидел её и всё, что за ней стояло. Стивен считал себя университетским интеллектуалом, с точки зрения которого моряки были людьми низкого класса.

### Духовные поиски. Встреча с Прабхупадой и обращение в гаудия-вайшнавизм.
Через несколько месяцев после смерти президента Кеннеди, Стивен завершил службу и, даже не навестив своих родителей, прямиком направился в Нижний Ист-Сайд Нью-Йорка. К тому времени, в его представлении и в представлении его друзей, это было «самое мистическое место в мире». В своих мемуарах Сатсварупа позднее вспоминал: 

Конечно-же я не думал, что какой-то гуру внезапно появится и спасёт меня. Я был очень циничным, но несмотря на это регулярно читал различные версии „Бхагавадгиты“ и Упанишады. По иронии судьбы, за неделю до того, как магазинчик на 26 Второй Авеню превратился в храм Шрилы Прабхупады, я стоял в дверном проёме с „Бхагавадгитой“ в заднем кармане, ожидая встречи с одним из своих друзей. Каким-то образом мы избрали местом встречи 26 Вторую Авеню. В то время, я и представить себе не мог, что должно было случиться вскоре».н— Сатсварупа Даса Госвами, With Śrīla Prabhupāda in the Early Days, 1966-1969: A Memoir, Introduction
В июле 1966 года Стивен впервые встретил престарелого вайшнавского гуру Бхактиведанту Свами Прабхупаду (которого ученики вскоре стали называть «Шрила Прабхупада»). Шрила Прабхупада за несколько месяцев до того приплыл в Нью-Йорк из Индии на грузовом судне. Летом 1966 года он открыл в помещении бывшего магазина первый вайшнавский храм на Западе и официально зарегистрировал религиозную организацию «Международное общество сознания Кришны».
Шрила Прабхупада вскоре начал давать Стивену различные задания по печатанию текстов. 23 сентября 1966 года Стивен получил от него духовное посвящение и санскритское имя «Сатсварупа Даса». Церемонию посвящения Шрила Прабхупада завершил лекцией, в которой рассказал о важности практики воспевания святых имён после получения посвящения. В 1967 году женился на Джадурани — одной из первых американских учениц Прабхупады.

### Первые годы в ИСККОН
В свой первый год в ИСККОН Сатсварупа Даса выполнял обязанности машинописца Бхактиведанты Свами Прабхупады и вместе с другими монахами устроился на работу с целью заработать деньги на поддержание нью-йоркского храма. Позже Сатсварупа Даса служил президентом храма ИСККОН в Бостоне и возглавлял издательство «ISKCON Press», на базе которого в 1972 году возникло издательство «Бхактиведанта Бук Траст». В 1970 году он начал исполнять обязанности члена Руководящего совета ИСККОН, а два года спустя, по просьбе Прабхупады, принял санньясу (уклад жизни в отречении). Сделал он это в один день с двумя другими членами Руководящего совета — Хридаянандой Дасой Госвами и Тамалой Кришной Госвами. Во время церемонии посвящения в санньясу, Шрила Прабхупада дал своим ученикам титул «госвами» и наставление «Проповедуйте, проповедуйте, проповедуйте!»
В 1970-е годы, основной формой проповеди кришнаитов была так называемая «путешествующая санкиртана». Группы кришнаитов путешествовали по США, устраивали публичные киртаны и продавали религиозную литературу. В начале 1970-х годов Сатсварупа Даса Госвами возглавил так называемую «библиотечную группу», занимавшуюся распространением комплектов книг издательства «Бхактиведанта Бук Траст» по библиотекам американских университетов.
В течение семи месяцев, с января по июль 1974 года, Сатсварупа Даса Госвами исполнял обязанности личного слуги Бхактиведанты Свами Прабхупады. Он ежедневно готовил для Шрилы Прабхупады завтрак и обед, делал ему массаж и ходил с ним и другими кришнаитами на утренние прогулки, во время которых Шрила Прабхупада обсуждал с учениками философские вопросы и давал им наставления.

### Главный редактор журнала «Back to Godhead»
С ранних дней истории ИСККОН официальный журнал организации «Back to Godhead» был проектом, который требовал как большого литературного вклада, так и значительных усилий по его поддержанию и редактированию. До 1991 года Сатсварупа Даса Госвами был главным редактором журнала и основным автором публикуемых в нём материалов. В 1991 году главным редактором журнала стал Джаядвайта Свами, до этого исполнявший обязанности помощника редактора.

### Деятельность в руководстве ИСККОН

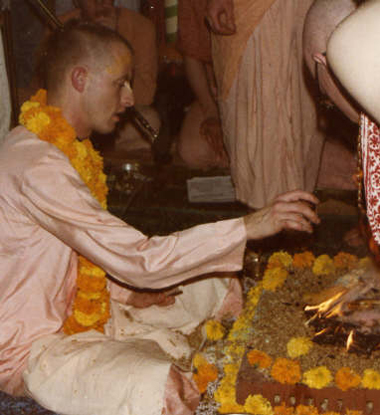
Сатсварупа Даса Госвами проводит церемонию дикши в 1979 году.

В марте 1978 года по решению Руководящего совета ИСККОН Сатсварупа Даса Госвами вместе с другими 11 членами совета начал исполнять обязанности инициирующего гуру и стал одним из так называемых «зональных ачарьев». В зону его ответственности входили США и страны Карибского бассейна. В 1982 году к региону, который он курировал, была также добавлена Ирландия.
В период с 1978 по 1985 год наряду с другими инициирующими гуру Сатсварупа Даса Госвами считался одним из ачарьев ИСККОН, пришедших на смену Шриле Прабхупаде и принимал одинаковый со Шрилой Прабхупадой стандарт поклонения. То, что ученики Шрилы Прабхупады попытались занять равный со своим гуру статус ачарьи, вызвало отрицательную реакцию многих кришнаитов. Сатсварупа Даса Госвами был одним из первых лидеров ИСККОН, принявших более смиренную позицию и выступивших за реформирование института гуру в согласии с наставлениями Прабхупады.
В 1986—1987 году Руководящий совет ИСККОН по инициативе Сатсварупы Дасы Госвами и других лидеров провёл реформы института гуру, в частности понизив высокий стандарт поклонения инициирующим гуру. Сатсварупа Даса Госвами описал этот период в истории ИСККОН в своей книге «Guru Reform Notebook» (1987). Сатсварупа Даса Госвами оставался членом Руководящего совета ИСККОН до 1999 года, после чего удалился от дел и стал «заслуженным членом Руководящего совета ИСККОН в отставке». В 1990-е годы Сатсварупа Даса Госвами занимался проповедью преимущественно в Великобритании и Ирландии, но также посещал другие европейские страны.

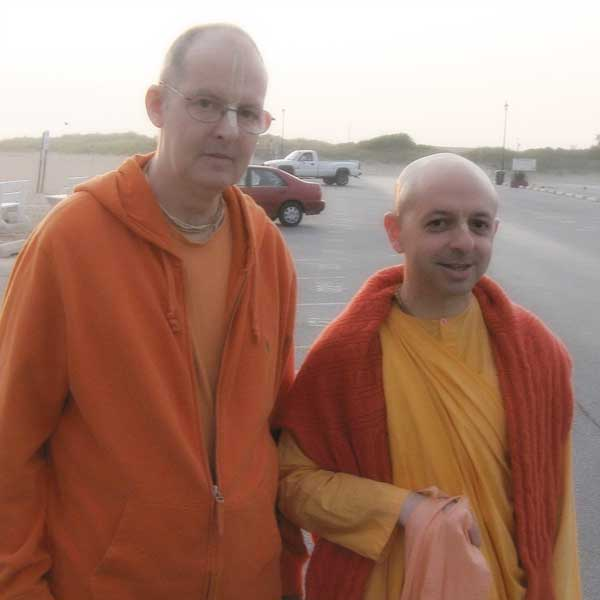
Сатсварупа Даса Госвами (слева) со своим учеником Ядунанданой Свами (2009 год).

В 2002 году Сатсварупа Даса Госвами, уже много лет страдавший от хронической мигрени, испытал приступ физического и эмоционального изнеможения и был госпитализирован. Проконсультировавшись с Руководящим советом, он принял решение прекратить инициировать новых учеников, но продолжил быть санньяси и исполнять обязанности инициирующего гуру.
С 2007 года Сатсварупа Даса Госвами проживает на восточном побережье США, где занимается проповеднической деятельностью, периодически посещая святые места паломничества в Индии. Одновременно с этим он ведёт дневник, публикуемый онлайн, в котором комментирует различные темы и отвечает на вопросы своих учеников.

## Литературная деятельность

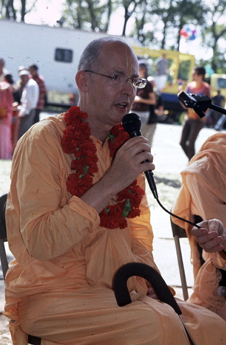
Сатсварупа Даса Госвами на Хьюстонской книжной ярмарке (2005 год)

Как писатель Сатсварупа Даса Госвами следует литературной традиции линии духовных учителей гаудия-вайшнавизма. Шриватса Госвами говорит об этом в своей рецензии как о «пути вриндаванских госвами». Труды Сатсварупы Дасы Госвами очень разнообразны: от современных вариаций комментариев к священным текстам до прозаических произведений, стихотворений и поэм на различные темы.
Произведения Сатсварупы Дасы Госвами были переведены на более чем 40 языков издательствами «Gita Nagari Press» и «Бхактиведанта Бук Траст», по заказу которого он также написал ряд книг.
Самая известная из книг Сатсварупы Дасы Госвами — это «Шрила Прабхупада-лиламрита» — биография основателя ИСККОН Бхактиведанты Свами Прабхупады, опубликованная в шести томах в начале 1980-х годов издательством «Бхактиведанта Бук Траст». Книга была написана за шесть лет при содействии исследовательской группы и основана на материалах, полученных в результате интервью с учениками Прабхупады и другими людьми, знавшими его. Практически все цитаты Прабхупады, приведённые в книге, автор тщательно сверил с записями лекций и бесед своего гуру в аудио архивах. При написании биографии Сатсварупа Даса Госвами всегда старался найти несколько надёжных свидетелей описываемых в книге событий. Шриватса Госвами заметил в 1983 году в своей публикации в «Journal of Asian Studies», что «„Шрила Прабхупада-лиламрита“ явно следует „Чайтанья-чаритамрите“ и сосредотачивается на описании „нектара его жизни“ (чаритамриты). Это совершенно уместно в случае с этим святым, который непосредственно в своей жизни воплотил своё духовное и богословское послание».
К другим биографическим произведениям, популярным среди кришнаитов, относится книга «Он живёт вечно» (1978) (сборник лекций, в которых обсуждается значение смерти Прабхупады), пятитомный сборник «Нектар Прабхупады» (1983—1986) (коллекция историй из жизни Прабхупады, рассказанных его учениками) и ряд других книг. В своих мемуарах «Со Шрилой Прабхупадой в ранние дни» (1991), Сатсварупа Даса Госвами повествует о своих первых годах в ИСККОН (1966—1969). В другой своей автобиографической книге, «Жизнь с совершенным учителем» (1983), он описывает семь месяцев в 1974 году, проведённых в качестве личного слуги Прабхупады.
Сатсварупа Даса Госвами завершил после Прабхупады написание таких произведений, как «Нарада-бхакти-сутра» и «Мукунда-мала-стотра». В книге «A Poor Man Reads the Bhagavatam», Сатсварупа Даса Госвами комментирует «Бхагавата-пурану» и размышляет над комментраиями своего гуру к ней. Начиная с 1966 года и по сегодняшний день, Сатсварупа Даса Госвами регулярно публикуется в официальном журнале ИСККОН «Back to Godhead», обсуждая в своих статьях разные аспекты традиции гаудия-вайшнавизма.
В 1975 году Сатсварупа Даса Госвами написал первую книгу, нацеленную на научную аудиторию. Она называлась «Readings in Vedic Literature: the Tradition Speaks for Itself». Прабхупада остался очень доволен, когда работа его ученика привлекла внимание научного сообщества. В последующие годы некоторые из статей Сатсварупы Дасы Госвами были опубликованы в «ISKCON Communications Journal», а учёные написали рецензии на его книги.
В своих мемуарах Сатсварупа Даса Госвами описывает период с самого основания ИСККОН в 1966 году в Нью-Йорке по сегодняшний день. Мартин Палмер, директор «Международного консультативного совета в области религии, образования и культуры» и советник по вопросам религии Всемирного фонда дикой природы написал о его книге «Entering the Life of Prayer», что она «заслуживает стать классическим духовным произведением».
Сатсварупа Даса Госвами также является автором поэтических произведений в современном американском стиле. Он публиковался в журналах хайку, а его поэзия, посвящённая Бхактиведанте Свами Прабхупаде, получила положительные оценки.

## Живопись и скульптура
В 2000-е годы Сатсварупа Даса Госвами занялся живописью, рисованием и скульптурой, создав сотни произведений искусства и отразив в них своё видение вайшнавской культуры. Его работы, в частности, получили рецензию от газеты Washington Times. Согласно одной из критических оценок, работы Сатсварупы Дасы Госвами как артиста-самоучки отражают его жизнь, посвящённую «учению своей духовной традиции и изучению ведической литературы».

## Избранная библиография
- -. Readings in Vedit Literature: The Tradition Speaks for Itself (англ.). — S.l.: Assoc Publishing Group, 1976. — P. 240 pages. — ISBN 0912776889.
- -. Srila Prabhupada Lilamrta Vol 1-2. — Los Angeles, Calif.: Bhaktivedanta Book Trust. — С. vol.1 1133 pages vol.2 1191 pages. — ISBN 0892133570.
- -. Japa Reform Notebook. — La Crosse, FL: GN Press, 1982. — ISBN 0911233393.
- -. Journals and Poems vols. 1-3.
- -. Prabhupada Lila. — Potomac, Md.: Gītā-Nāgarī Press, 1983. — ISBN 0911233369.
- -. Remembering Srila Prabhupada. Vol 1-4. — Port Royal, PA: Gita-Nagari Press, 1983. — ISBN 091123313X.
- -. Life with the Perfect Master. — Port Royal, Pa.: Gita-nagari Press, 1983. — С. 111 pages. — ISBN 0911233172.
- -. Vaisnava Behavior. — Port Royal, PA: Gita-Nagari Press, 1983. — С. 242 pages. — ISBN 0911233180.
- -. Prabhupada Nectar Vol 1-5. — Port Royal, PA: Gītā-nāgarī Press. — ISBN 0-911233-22-9.
- -. Reading Reform. — Washington, D.C.: Gītā-Nāgārī Press, 1985. — ISBN 0911233288.
- -. Under the banyan tree. — Potomac, MD: Gītā-nāgarī Press, 1986. — С. 32 pages. — ISBN 0911233350.
- -. Entering the Life of Prayer. — USA: GNP, 1987. — ISBN 0911233970.
- -. Ista-gosthi vols. 1-3.
- -. Prabhupada Meditations Vol 1-4. — ISBN vary.
- -. Begging for the Nectar of the Holy Name. — Port Royal, Pa.: GN Press, 1992. — С. 340 pages. — ISBN 0911233989.
- -. Living with the Scriptures. — Philadelphia: Gītā-nāgarī Press, 1990. — ISBN 0911233261.
- -. Memories. — Port Royal, PA: GN Press, 1997. — ISBN 0911233695.
- -. Shack Notes: Moments While at a Writing Retreat (англ.). — Port Royal, Pa.: GN Press, 1995. — ISBN 0911233911.
- -. A Poor Man Reads the Bhagavatam. Vols.
- -. Japa Walks, Japa Talks. — Port Royal, PA: GN Press, Inc., 1995. — С. 106   pages. — ISBN 091123358X.
- -. One Hundred Prabhupada Poems. — Port Royal, PA: GN Press, 1995. — С. 173 pages. — ISBN 0911233598.
- -. Radio Shows. — Port Royal, PA: GN Press, 1995. — С. 314 pages. — ISBN 0911233601.
- -. Niti-Sastras: Sayings of Canakya and Hitopadesa As Quoted by Srila   Prabhupada. — Port Royal, Pa.: GN Press, 1995. — С. 4 pages. — ISBN 978-0911233612.
- -. Churning the Milk Ocean,. — Port Royal, PA: GN Press, 1995. — С. 606 pages. — ISBN 0911233636.
- -. The Daily News: All Things Fail Without Krsna (англ.). — Port Royal, PA: GN Press, 1995. — P. 97 pages. — ISBN 0911233555.
- -. My Relationship With Lord Krishna. — Port Royal, PA: GN Press, Inc., 1995. — С. 99 pages. — ISBN 0911233571.
- -. Dear Sky: Letters from a Sannyasi. — Port Royal, PA: GM Press, 1996. — ISBN 0911233997.
- From Copper to Touchstone: Favorite   Selections from the Caitanya-Caritamrta. — 1996. — ISBN 0911233660.
- -. Photo Preaching. — Port Royal, PA: GN Press, 1996. — С. 101   pages. — ISBN 0911233652.
- -. Gentle power: Collected poems, 1995-1996. — Port Royal, PA: GN Press, 1996. — С. 119 pages. — ISBN 0911233679.
- -. The Wild Garden: Writings from 1990-1993. — Port Royal, PA: GN Press, 1996. — С. 355 pages. — ISBN 0911233547.
- -. The Qualities of Sri Krsna. — 1998. — С. 152 pages. — ISBN 0911233644.
- -. My Letters from Srila Prabhupada vols 1-3 (каталан.). — Port Royal, PA: GN Press. — ISBN 0911233849.
- -. Cc Asraya: A Diary While Attempting to Read Sri   Caitanya-Caritamrta,. — Port Royal, PA: GN Press, 1997. — С. 200 pages. — ISBN 0911233342.
- -. Every Day, Just Write vols. 1-19. — ISBN vary.
- -. Passing Places, Eternal Truths. — Port Royal, PA: GN Press, 1998. — ISBN 0911233318.
- -. The Waves at Jagannatha Puri and Other Poems (англ.). — Washington, D.C.: Gita-nagari Press, 1998. — P. 130 pages. — ISBN 978-0911233308.
- -. From Matter to Spirit: Paintings, Poems, and Improvisations (англ.). — La Crosse, FL: GN Press, 1999. — ISBN 0911233393.
- -. From Imperfection, Purity Will Come About (англ.). — Port Royal, PA: GN Press, 1999. — ISBN 0911233520.
- -. Vaisnava Compassion. — La Crosse, FL: GN Press, 2001. — С. 170   pages. — ISBN 0911233253.
- -. Stowies. — La Crosse, Fl: GN Press, 2002. — С. 93 pages. — ISBN 0911233040.
- -. Write and Die. — 2006. — С. 325   pages. — ISBN 0911233858.
- -. Visitors. — Port Royal, PA.: GN Press, 2007. — С. 185   pages. — ISBN 0911233504.
- -. Human at Best. — 2008. — С. 386   pages. — ISBN 0911233954.